# Adolphus Hailstork
 (juillet 2022).
La mise en forme du texte ne suit pas les recommandations de Wikipédia : il faut le « wikifier ».
Les points d'amélioration suivants sont les cas les plus fréquents :
- Les titres sont pré-formatés par le logiciel. Ils ne sont ni en capitales, ni en gras.
- Le texte ne doit pas être écrit en capitales (les noms de famille non plus), ni en gras, ni en italique, ni en « petit »…
- Le gras n'est utilisé que pour surligner le titre de l'article dans l'introduction, une seule fois.
- L'italique est rarement utilisé : mots en langue étrangère, titres d'œuvres, noms de bateaux, etc.
- Les citations ne sont pas en italique mais en corps de texte normal. Elles sont entourées par des guillemets français : « et ».
- Les listes à puces sont à éviter, des paragraphes rédigés étant largement préférés. Les tableaux sont à réserver à la présentation de données structurées (résultats, etc.).
- Les appels de note de bas de page (petits chiffres en exposant, introduits par l'outil «  Source ») sont à placer entre la fin de phrase et le point final[comme ça].
- Les liens internes (vers d'autres articles de Wikipédia) sont à choisir avec parcimonie. Créez des liens vers des articles approfondissant le sujet. Les termes génériques sans rapport avec le sujet sont à éviter, ainsi que les répétitions de liens vers un même terme.
- Les liens externes sont à placer uniquement dans une section « Liens externes », à la fin de l'article. Ces liens sont à choisir avec parcimonie suivant les règles définies. Si un lien sert de source à l'article, son insertion dans le texte est à faire par les notes de bas de page.
- La présentation des références doit suivre les conventions bibliographiques. Il est recommandé d'utiliser les modèles {{Ouvrage}}, {{Chapitre}}, {{Article}}, {{Lien web}} et/ou {{Bibliographie}}. Le mode d'édition visuel peut mettre en forme automatiquement les références.
- Insérer une infobox (cadre d'informations à droite) n'est pas obligatoire pour parachever la mise en page.

Pour une aide détaillée, merci de consulter Aide:Wikification.
Si vous pensez que ces points ont été résolus, vous pouvez retirer ce bandeau et améliorer la mise en forme d'un autre article.
 (juillet 2022).
Adolphus Hailstork (de son vrai nom Adolphus Cunningham Hailstork III), né à Rochester, New York, 17 avril 1941) est un compositeur de musique classique américain.

## Biographie
Il passe jeunesse à  Albany où il étudie le violon, le piano, l'orgue et la voix.
Hailstork est diplômé à la Manhattan School of Music et a un doctorat en composition musicale à l'université d'État du Michigan en 1971, étudiant avec H. Owen Reed.  Parmi ses autres enseignants en composition, on peut citer Mark Fax, Vittorio Giannini, David Diamond et Nadia Boulanger (cette dernière au conservatoire américain de Fontainebleau où Hailstork passa l'été 1963).
Il exerce la fonction de professeur à l'université d'État de Youngstown dans l'Ohio, ainsi qu'à l'université d'État de Norfolk. Il est professeur de musique et de composition à l'université Old Dominion à Norfolk.
Hailstork  est d'origine afro-américaine et sa musique contient des références aux traditions européennes et afro-américaines.

## Principales œuvres
- Pour orchestre ou fanfare : 
  - …And Deliver Us From Evil
  - American Guernica pour fanfare et clavier (1983)
  - An American Fanfare
  - An American Port of Call pour orchestre, écrit en 1985 pour l'orchestre symphonique de Virginie[1]
  - Baroque Suite pour orchestre à cordes et clavecin
  - Break Forth pour chœurs et orchestre
  - Celebration
  - Church Street Serenade pour orchestre à cordes
  - Epitaph (in Memoriam M.L.K., Jr.)
  - Fanfare on Amazing Grace, 2003
  - Festival Music
  - Intrada f
  - My Lord, What a Mourning
  - Norfolk Pride pour fanfare
  - Out of the Depths pour fanfare (1977)
  - Piano Concerto
  - Queen Ceremonial Fanfare
  - Sonata da Chiesa pour orchestre à cordes
  - Sonata pour trompette, clarinette et orchestre à cordes
  - Starburst Fanfare
  - Symphony No. 1, 1988
  - Symphony No. 2, créée en 1999
  - Symphony No. 3
  - Three Spirituals, 2005
  - Two Romances pour alto et orchestre de chambre
  - Violin Concerto pour violon et orchestre, créé en 2004 par l'orchestre symphonique de Berkshire
- pour ensemble de chambre ou solistes
  - A Simple Caprice pour clarinette et piano
  - American Landscape
  - American Landscape No. 2 pour violon et violoncelle
  - Arabesques pour flûte et percussions
  - As Falling Leaves pour flûte, alto et harpe
  - Bagatelles for Brass
  - Baroque Suite pour violon et clavecin
  - Bassoon Set
  - Consort Piece (1995, premier prix du festival de musique contemporaine de l'université du Delaware)
  - Crystal pour clarinette et harpe
  - Divertimento pour violon et alto
  - Essay pour cordes
  - Fanfares and Waltzes pour guitare
  - Flute Set
  - Four Lyric Pieces pour alto et piano
  - Lachrymosa: 1919
  - Little Diversions for Lord Byron's Court pour deux violons
  - Music for Ten Players
  - Piano Trio
  - Sanctum Rhapsody pour alto et piano
  - Sonata pour trompette ou clarinette et piano ou quatuor à cordes
  - Sonata pour trompette et clavier
  - Sonatina pour flûte et piano
  - Songs of the Magi pour hautbois et quatuor à cordes
  - Spiritual for Brass
  - String Quartet No. 1
  - Three Preludes pour guitare
  - Three Smiles for Tracy pour clarinette
  - Two Impromptus pour harpe
  - Two Romances pour flûte et ensemble à cordes
  - Variations pour deux flûtes, violon et harpe
  - Variations pour trompette
  - Variations on a Guyanese Folksong pour violon ou alto et piano
  - Violin Sonata pour violon et piano
  - Violin Suite pour violon et piano
- clavier :
  - Adagio and Fugue in F minor pour orgue
  - Eight Variations on "Shalom Haverim"
  - Five Friends
  - Five Spirituals pour orgue
  - Four Spirituals pour orgue
  - Guest Suite pour piano à quatre mains
  - Ignig Fatuus
  - Piano Sonata No. 1
  - Piano Sonata No. 2
  - Piano Sonata No. 3
  - Prelude and March in F pour orgue
  - Prelude and Postlude on "Bring Many Names" pour orgue
  - Prelude and Postlude on "Hashivenu" pour orgue
  - Prelude and Postlude on "Shalom Havayreem" pour orgue
  - Prelude and Scherzo on "Winchester New" pour orgue
  - Prelude on "Kum Ba Ya" pour orgue
  - Prelude on "Veni Emmanuel" pour orgue
  - Toccata on "Veni Emmanuel" pour orgue
  - Trio Sonata
  - Two Scherzos
- Opéras : 
  - Joshua's Boots, en un acte sur un livret de Susan Kander, commandé par l'opéra de Saint-Louis et créé en 2000
  - Paul Laurence Dunbar: Common Ground (commandé par l'opéra de Dayton et créé en 1995)
  - Robeson (opéra commandé par le Trilogy Opera Company de Newark et créé en 2014)
  - Rise for Freedom The John P. Parker Story (opéra en un acte créé à l'opéra de Cincinnati en 2017)
- œuvres chorales : 
  - A Carol for All Children
  - A Christmas Canticle
  - A Kwanzaa Litany
  - Arise My Beloved
  - Break Forth
  - Cease Sorrows Now
  - Crucifixion, "He Never Said a Mumblin’ Word"
  - Done Made My Vow
  - EarthRise (A Song of Healing), dédicacé à James Conlon et créé en 2006
  - Five Short Choral Works
  - Four Spirituals
  - Go Down, Moses
  - I Am Only One
  - I Will Lift Up Mine Eyes
  - I Will Sing of Life
  - I'll Trust in the Lord and Do the Best I Can
  - Little David Play on yo' Harp, Spiritual
  - Look to This Day
  - Missa Brevis
  - Motherless Child
  - My Lord, What a Moanin'
  - O Praise the Lord
  - Ride On King Jesus, Spiritual
  - Serenade "To Hearts Which Near Each Other Move"
  - Set Me as a Seal Upon Thine Heart
  - Seven Songs of the Rubaiyat
  - Shout for Joy The Bank Street Festival Anthem
  - Songs of Innocence
  - Songs of Isaiah
  - The Cloths of Heaven
  - The Lamb
  - The Song of Deborah
  - They That Wait on the Lord
  - Triumph in My Song
  - Wade in de Wadduh, Spiritual
  - Wake Up, My Spirit
  - Whitman's Journey, créé en avril 2006[1]
  - Ye Shall Have